# دیمیترو بابنکو
دیمیترو بابنکو (اوکراینی: Дмитро Бабенко؛ زادهٔ ۲۸ ژوئن ۱۹۷۸) بازیکن فوتبال اهل اوکراین است.
از باشگاه‌هایی که در آن بازی کرده‌است می‌توان به باشگاه فوتبال اوورلا اوژهورود و باشگاه فوتبال زوریا لوهانسک اشاره کرد.